# Schubfläche
Die Schubfläche {\displaystyle A_{S}} ist eine berechnete Reduzierung der Querschnittsfläche {\displaystyle A} eines Körpers, mit der im Bauingenieurwesen oft gerechnet wird:
{\displaystyle A_{S}=\kappa \cdot A}
Der Korrekturfaktor {\displaystyle \kappa <1} berücksichtigt die über den Querschnitt ungleichförmige Verteilung der Schubspannung {\displaystyle \tau }; er kann z. B. für einen rechteckigen Querschnitt zu {\displaystyle \kappa ={\frac {5}{6}}} angenommen werden. Bei einem Doppel-T-Träger wird für {\displaystyle A_{S}} ungefähr die Stegfläche angenommen.